# Dau al Set
Dau al Set [ˈdaw əɫ ˈsɛt] (Katalanisch für ‚Würfel, der eine Sieben zeigt‘) war eine spanische Künstlergruppe, deren Mitglieder katalanische Künstler und Schriftsteller waren. 
Die Gruppe wurde 1948 in Barcelona gegründet. Die Gründungsmitglieder waren die Maler und Künstler Modest Cuixart, Joan Ponç, Joan Josep Tharrats, und Antoni Tàpies, der Philosoph Arnau Puig und der Dichter Joan Brossa, der den Gruppennamen kreierte und die Gruppe wesentlich inspirierte. Ein weiteres Mitglied war Juan Eduardo Cirlot. Weitere Künstler, die nicht Mitglied waren, aber von der Gruppe in Ausstellungen mitvertreten wurden, waren: Antonio Saura, Jorge Oteiza und Josep Maria Subirachs.
Der Gruppenname Dau al Set (‚Würfel, der eine Sieben zeigt‘ oder ‚siebenseitiger Würfel‘) knüpft an die im Barcelona der Vorkriegszeit ausgeprägte Tradition des Surrealismus an. Dau al Set hatte, ähnlich wie die 1957 in Madrid gegründete Künstlergruppe El Paso eine enorme Bedeutung für die Entwicklung der modernen Kunst nach dem Zweiten Weltkrieg in Spanien.
Dau al Set gab ein Magazin unter dem Gruppennamen heraus. Die Zeitschrift erschien auf Katalanisch, Spanisch und Französisch. Das Magazin Dau al Set thematisierte neben der Kunst und Literatur auch die Philosophie, die Ethnologie und die Anthropologie. Die Zeitschrift wurde von dem Kunstsammler und Hutmacher Joan Prats und dem Dichter Josep Vicenç Foix unterstützt.
Dau al Set wurde in Opposition gegen die akademische und Staatskunst gegründet. Ziel war die Entwicklung der abstrakten Malerei im abstrakten Expressionismus und  Informel. Die Quelle des künstlerischen Schaffens sollte das Unbewusste, die Phantasie und die Magie sein. Die Gruppe hatte Verbindungen zu den surrealistischen und dadaistischen Bewegungen, blieb aber in ihrer künstlerischen Orientierung unabhängig. 
Dau al Set begann ab 1952 zu zerfallen und löste sich 1956 endgültig auf. Die einzelnen Mitglieder gingen ihre eigenen künstlerischen Wege. Nur Brossa, Ponç und Cirlot blieben dem ursprünglichen Geist treu.